# Rosa Grena Kliass

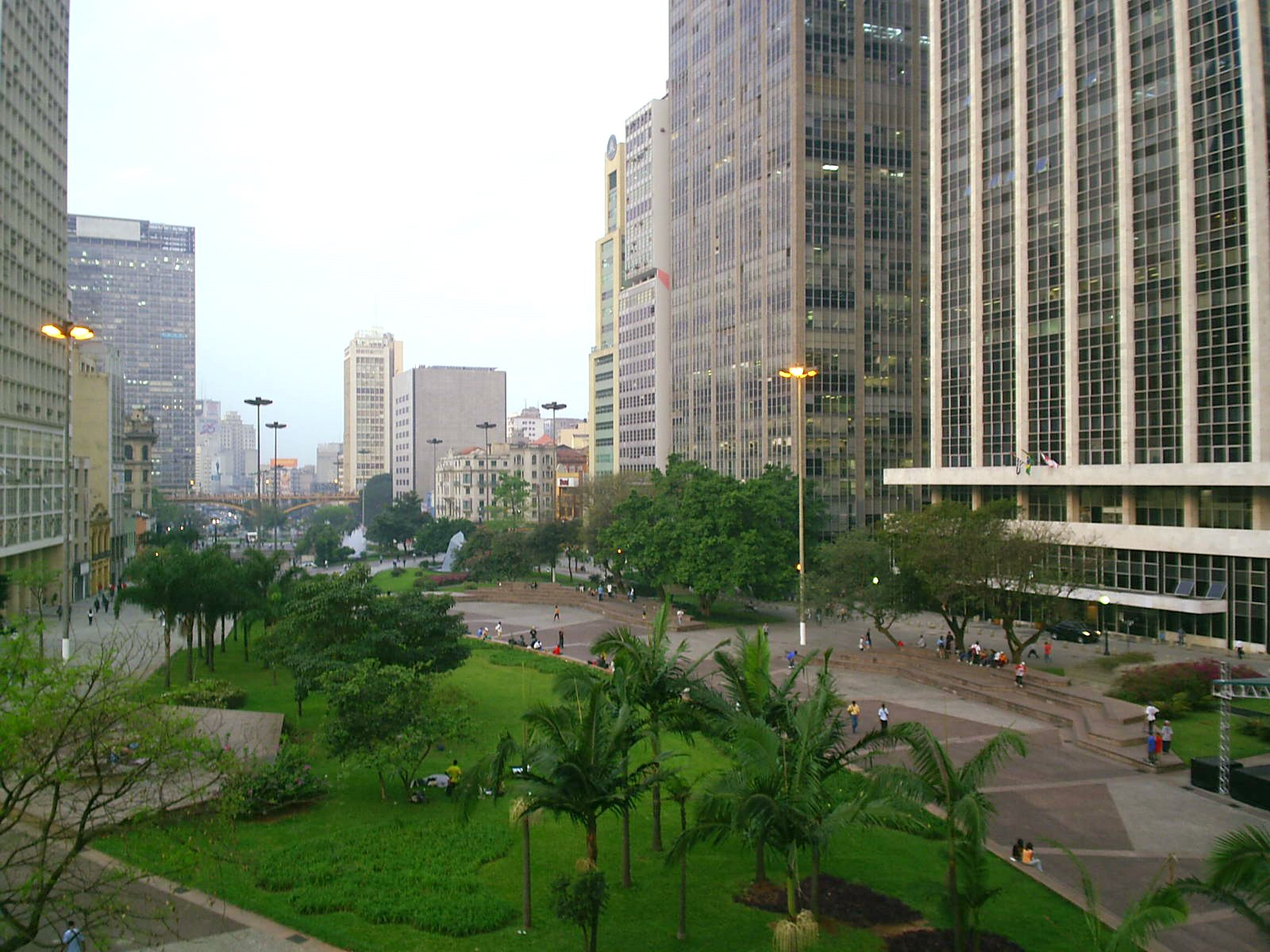
Valle de Anhangabaú, São Paulo

Rosa Grena Kliass (São Roque, São Paulo, Brasil, 15 d'octubre de 1932) és una arquitecta paisatgista, va tenir un paper fonamental en el reconeixement i l'expansió de la professió a Brasil.

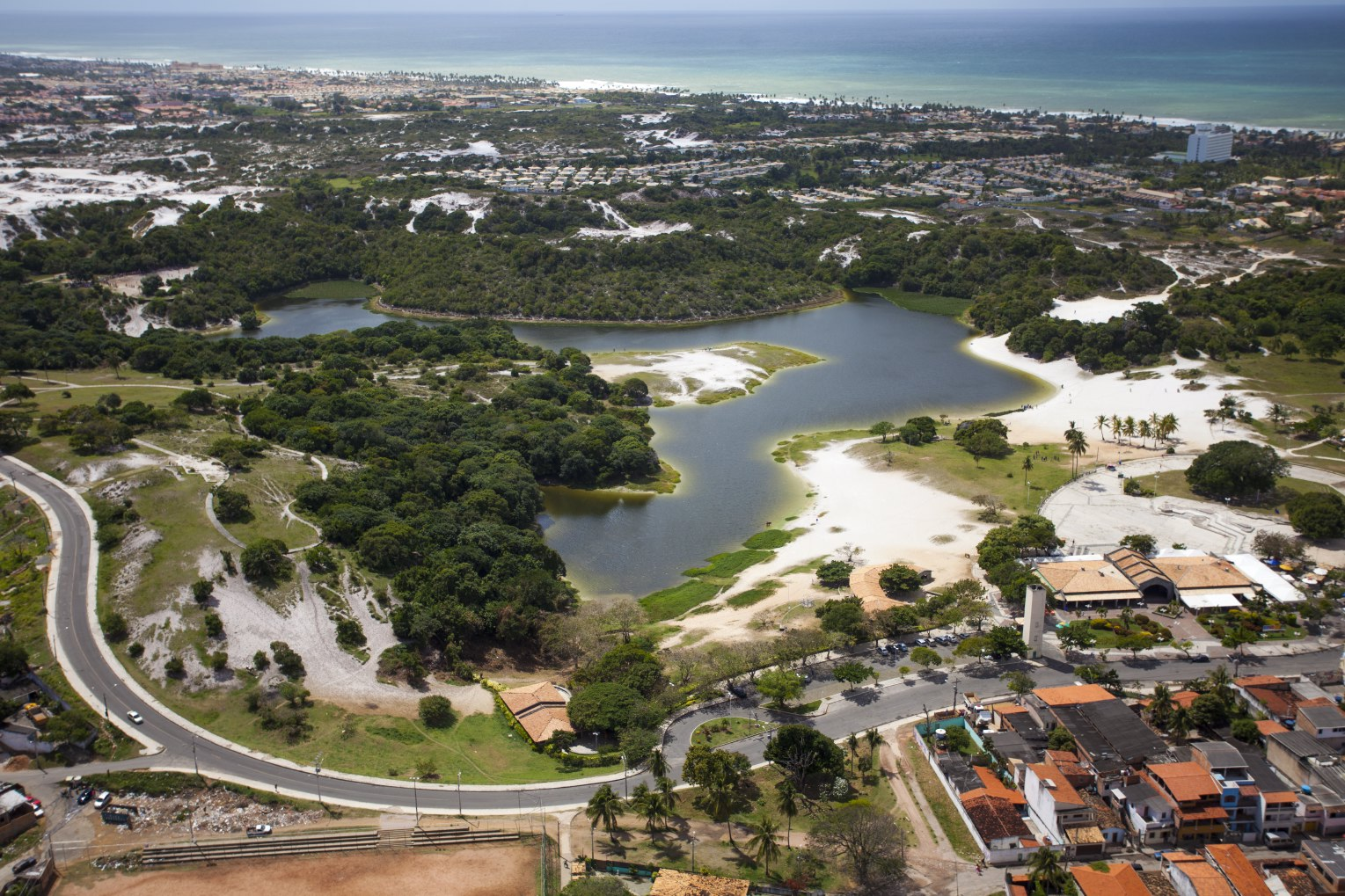
Vista aèria del parc de Abaeté, Salvador

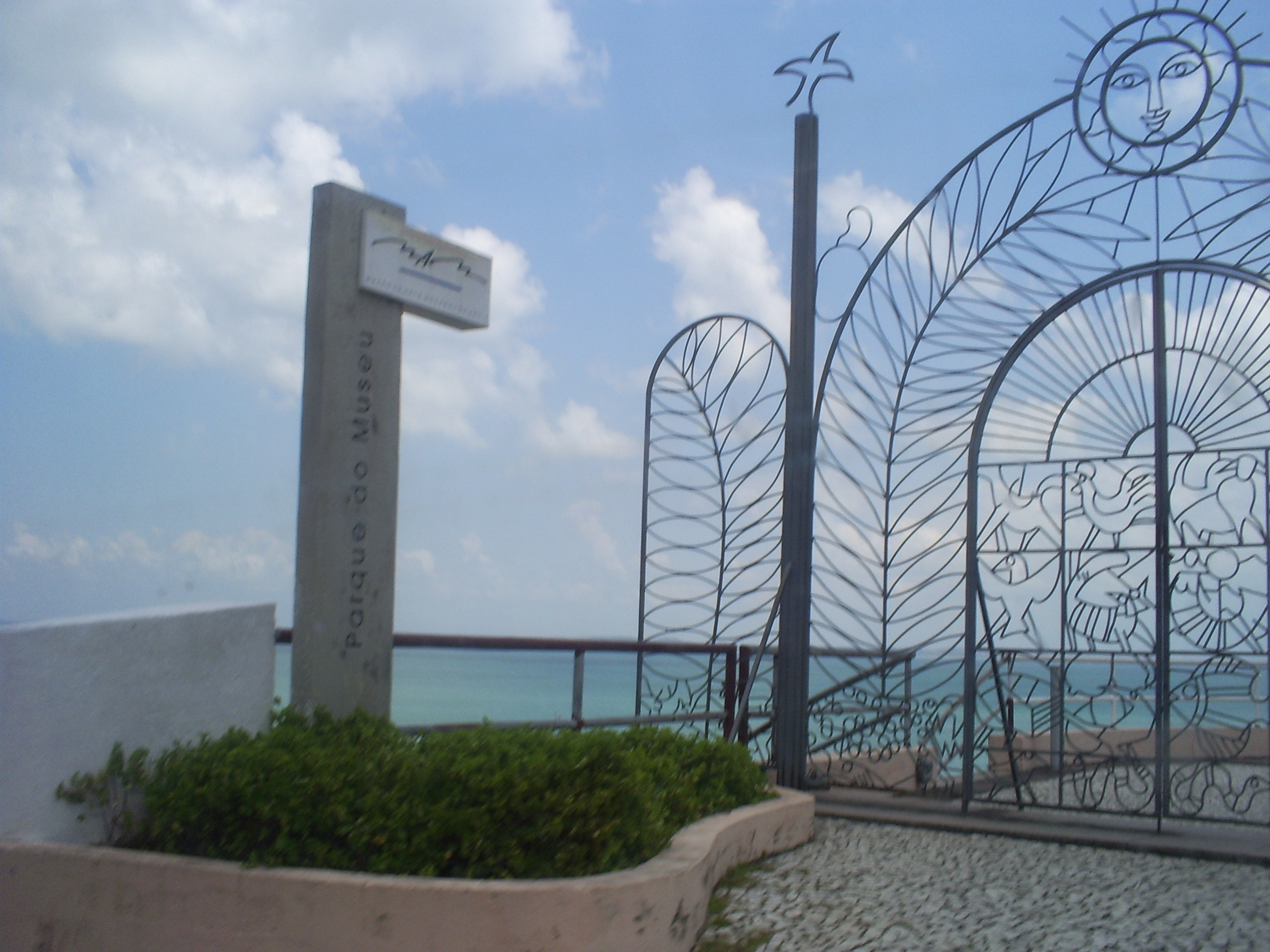
Parc de les Escultures, Salvador de Bahía

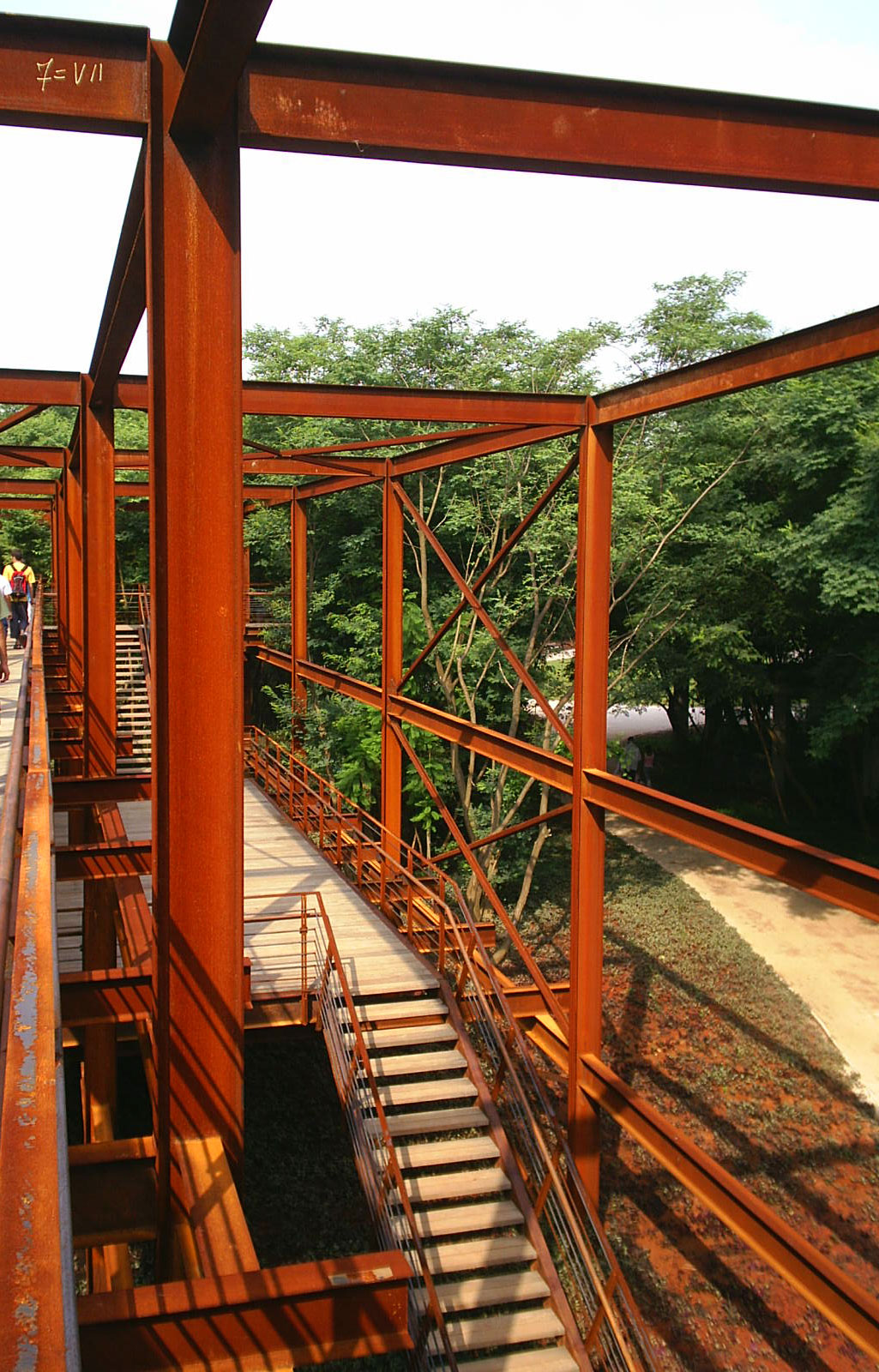
Parc de la Joventut, São Paulo

## Biografia
Rosa Grena va néixer a l'interior de São Paulo, Brasil el 1932. Es va graduar en arquitectura en la Facultat d'Arquitectura i Urbanisme de la Universitat de São Paulo. En aquell moment, el curs de Disseny del Paisatge es dictava només en l'últim any, pel dissenyador de paisatge Roberto Coelho Cardozo, a través de qui Rosa Kliass va tenir contacte amb l'Escola d'Arquitectura de Califòrnia, representada per Thomas Church, Garrett Eckbo i Lawrence Halprin.
Mentre estudiava, Rosa Grena Kliass va tenir l'oportunitat de treballar en l'oficina de Rino Levi. Allí ella va conèixer al paisatgista Roberto Burle Marx, un pioner de l'arquitectura paisatgista brasilera.
El 1956 es va casar l'arquitecte Wlademir Kliass (1929-1985).

## Trajectòria
El 1969 Kliass va rebre el suport de USAID per visitar les principals oficines d'arquitectura paisatgista en els Estats Units, així també algunes escoles de disseny paisatgista i els departaments de parcs i recreació
Aquest mateix any va completar el seu Mestratge en Urbanisme de la Facultat d'Arquitectura de la Universitat de São Paulo i va establir la seva oficina, Rosa Grena Kliass Paisatge, Planificació i Projectes Ltd., on ha desenvolupat una important labor en el seu camp.
La signatura ha elaborat una sèrie de plans i projectes urbans i institucionals en tot Brasil, com els plans per a les àrees verdes en São Paulo, Curitiba i Salvador; el pla per al paisatge urbà de la ciutat de São Luis do Maranhão; importants projectes de paisatgisme per a avingudes i places del centre de São Paulo, com per exemple: l'Avinguda Paulista (1973); el redisseny del Valle de Anhangabaú (1981, un projecte que va guanyar per concurs nacional organitzat per l'Institut d'Arquitectes de Brasil); i projectes de paisatge dels aeroports internacionals de Brasília i Belém, en el nord de Brasil. També en São Paulo, el disseny del paisatge per al Parc de la Joventut (inaugurat en 2003 i acabat en 2007).
Rosa Kliass també ha estat consultora del paisatge per a nombroses institucions governamentals com el Departament d'Economia i Planificació de l'Estat de São Paulo; el Departament d'Aigua i Energia Elèctrica (DAEE); el Municipi de São José dos Campos, Estat de São Paulo; i l'Entitat Metropolitana d'Habitatge (COHAB), São Paulo. Ha treballat com a Directora de Planificació per al Departament de Planificació de la Ciutat de São Paulo (SEMPLA) i com a membre del Consell d'Administració de CETESB (Companyia de Sanejament Ambiental i Tecnologia).
El 1976 Kliass va fundar l'Associació Brasilera d'Arquitectes Paisatgistes (ABAP). Va ser presidenta d'aquesta organització en diversos períodes el 1980, 1983, 1989, 1991 i 2000. Com a delegada ABAP, ella també ha estat estretament connectada amb la Federació Internacional d'Arquitectes Paisatgistes (IFLA). El 1978 va ajudar a coordinar el XVI Congrés Mundial de la IFLA, en Salvador, Badia. Es va exercir com a secretària de la Regió Occidental (Amèrica) durant un mandat i va ser vicepresidenta per a la Regió Occidental 2000-2002.

## Principals obres
- Plànol Preliminar Paisatgístic de Curitiba – PR (1965)
- Àrees Verdes Recreació per al Municipi de São Paulo (1968)
- Estudis d'Àrees Verdes i Espais Oberts de la ciutat de Salvador – BA (1976)
- Plànol de Paisatge del Municipi de São Luís – DT. (2003)
- Projecte Paisatgístic de l'Avinguda Paulista – SP (1973)
- Reurbanització del Valle de Anhangabaú – SP (1981)
- Parc Halfeld – Juiz de Fora – MG (1979)
- Parc Mariano Procópio – Juiz de Fora – MG (1979)
- Parc de Abaeté – Salvador – BA (1992)
- Parc de les Escultures – Salvador – BA (1996)
- Parc de la Residència – Belém – PA (1998)
- Estació dónes Docas – Belém – PA (1998)
- Feliç Lusitânia, Forte do Castelo – Belém – PA (1998)
- Patis del Museu d'Art Sacre – Belém – PA (1998)
- Parc de la Joventut - São Paulo - SP (2003)

## Ensenyament
El 1981 Kliass va participar en l'organització de la Primera Trobada Nacional d'Arquitectura del Paisatge i el 1982 en la Trobada Nacional de Professors Paisatge, ambdues celebrades a Brasil. Ha estat professora d'Arquitectura del paisatge i Disseny urbà en la Facultat d'Arquitectura i Urbanisme de la Universitat Mackenzie de São Paulo (1974-1977) i a l'Escola d'Arquitectura i Urbanisme de la Universitat Catòlica de Paraná, va estar a càrrec del curs en arquitectura del paisatge 1980-1981 i va ser coordinadora del curs d'especialitat d'Arquitectura el 1982. El 1981 va ser responsable del programa d'especialització paisatge en la Facultat d'Arquitectura i Urbanisme Bras-Cubes, Mogi das Cruzes, São Paulo.

## Publicacions
Rosa Grena Kliass és autora de diversos treballs publicats al país i en l'exterior. El seu treball teòric també posseeix considerable rellevància. És autora del lliuro “Parcs urbans de São Paulo”, desenvolupat a partir del tema de la seva tesi de mestratge, defensada el 1989 en la Facultat d'Arquitectura de la Universitat de São Paulo.
En 2006 es va publicar Desenhando Paisagens, Moldando Uma Profissão - Rosa Kliass: Uma seleção de mais de 50 anus de trabalho amb textos redactats per Ruth Verd Zein.

## Reconeixements
Es va destacar tant pel seu treball professional independent com per la seva dedicació a la gestió d'entitats d'aquesta disciplina. Les seves obres, cobreixen diferents escales, des del projecte arquitectònic fins a la planificació del paisatge. Diverses d'elles han estat publicades i premiades dins i fora de Brasil, com el disseny del paisatge per a el Parc de la Joventut, el qual va ser premiat en la Biennal d'Arquitectura de Quito en 2004.
En 2006 va rebre el Premi de la V Biennal Iberoamericana d'Arquitectura i Urbanisme a la Trajectòria.
Rosa Kliass rep el Premi Pensador de Cidades: Luiz Antônio Pompéia concedit per la Embraesp (Empresa Brasilera d'Estudis de Patrimoni) en 2014.
La Câmara Municipal de São Paulo va concedir a Rosa Grena Kliass el títol de Ciudadana Paulistana 2016.